# Blanchon
Pour les articles homonymes, voir Blanchon (homonymie).

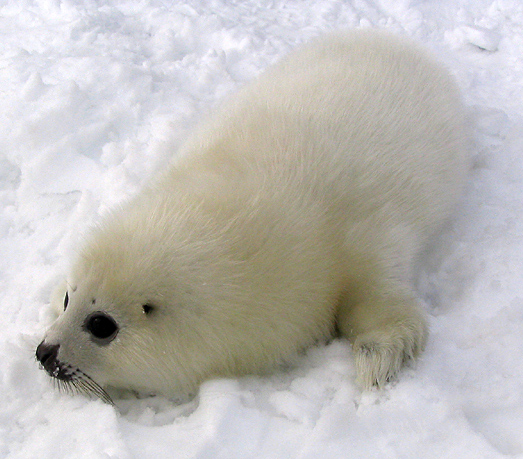
Blanchon sur la banquise, en mars 2006 (Îles-de-la-Madeleine)

Le blanchon est le petit du phoque du Groenland (loup-marin) ou du phoque gris, également appelé « chiot » ou « veau ». 

## Description
Le terme canadien « blanchon » évoque l'épais pelage blanc et laineux (appelé lanugo) qui sert au jeune phoque à se dissimuler sur la banquise ou les glaces marines les premiers mois de sa vie, où il demeure très vulnérable et dépendant. Cette fourrure laineuse natale lui sert aussi de camouflage. Le phoque gris possède également un duvet comme couche isolante dans l’air pour assurer la thermorégulation.
Le blanchon est allaité pendant deux à cinq semaines, jusqu'à ce qu'il mue et se munisse d'un poil imperméable lui permettant de nager, coloré de différentes teintes de gris selon les espèces. Quand la mère chasse, le petit se retrouve régulièrement isolé sur la banquise, parfois pendant plusieurs heures. S'il sent une menace, il se fige dans l'espoir de passer inaperçu dans la neige - ce qui ne le protège en fait guère de l'excellent flair des ours polaires. S'il est attaqué par un prédateur ou un homme, la mère ne vient généralement pas le protéger, ce qui en fait une proie d'autant plus facile. 
Dans les médias, on appelle souvent les blanchons « bébés phoques », ces derniers jouissant d'un statut particulier dans l'opinion publique et les campagnes publicitaires animalistes.

## Débats autour de la chasse au blanchon
La chasse de cet animal pour sa belle fourrure blanche a éveillé de nombreuses indignations en raison de son apparence « mignonne » (grands yeux noirs, forme arrondie), et plusieurs personnalités telles que Paul McCartney ou en France Brigitte Bardot militent pour son interdiction. De très nombreuses pétitions ont été lancées à travers le monde, dont une en Russie qui a réuni 400 000 signatures.
En conséquence de ces engagements, la chasse au blanchon est interdite dans plusieurs pays, notamment au Québec depuis 1985 et au Canada depuis 1987. La Russie décrète l'interdiction de la chasse aux « phoques de moins d'un an » en 2009, puis l'interdiction du commerce des peaux de phoques. Le 25 octobre 2010, la Cour de Justice de l’Union européenne a décrété l’embargo européen des produits provenant de la chasse commerciale du phoque.

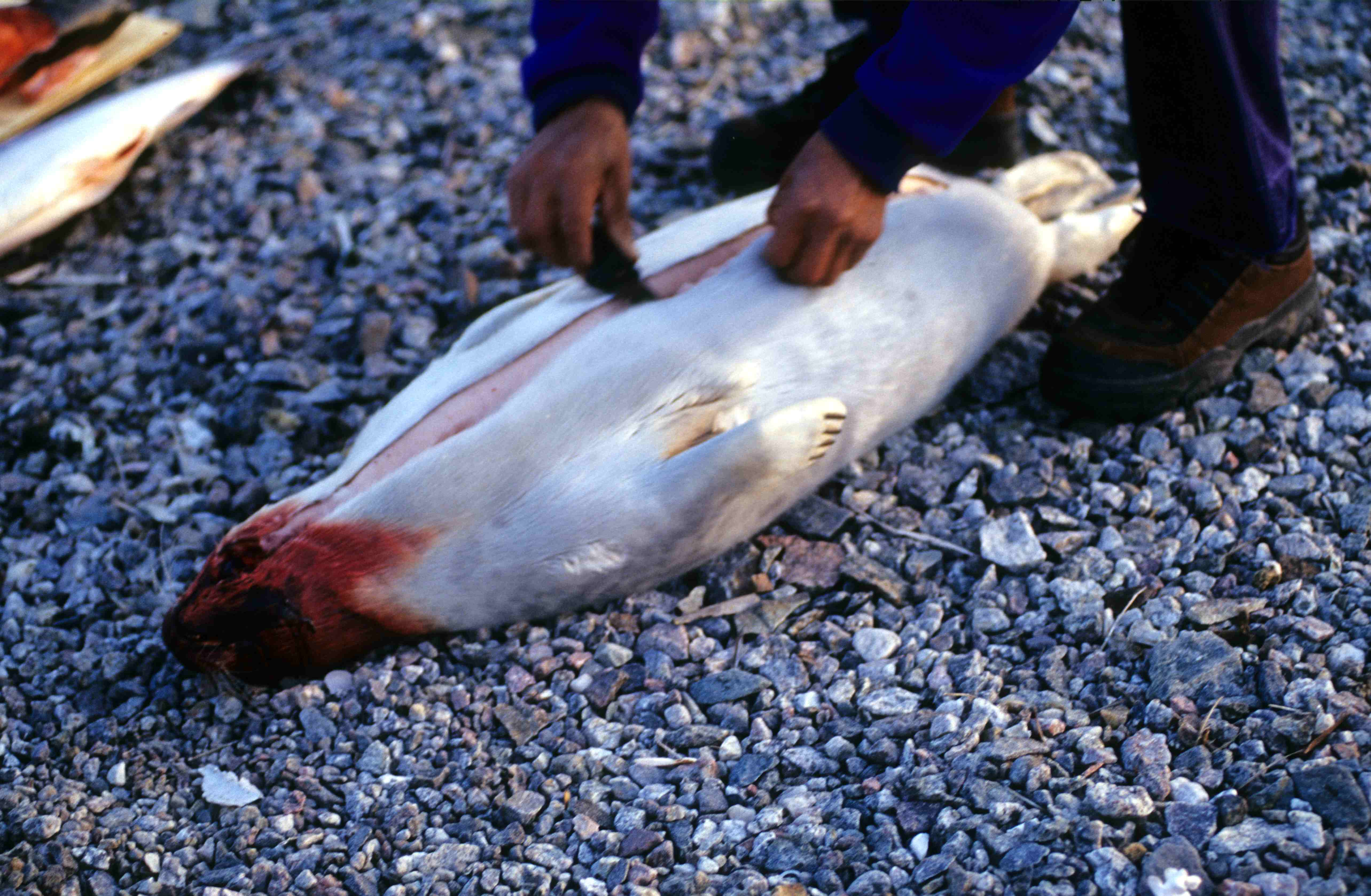
Dépeçage d'un jeune phoque annelé fraîchement abattu.